# Dominic Cooper
Dominic Cooper (Greenwich, London, 1978. június 2. –) angol színész.
Televíziós sorozatokban, filmekben, színházban és rádióban egyaránt dolgozik. Szerepelt többek között a Mamma Mia!, A hercegnő, az Amerika Kapitány: Az első bosszúálló, a Need for Speed és a Warcraft: A kezdetek című filmekben, valamint a Carter ügynök című sorozatban is.

## Élete és pályafutása
London Greenwich városrészében született, Julie és Brian Cooper gyermekeként, itt is nőtt fel. 2000-ben diplomázott a London Academy of Music and Dramatic Art művészeti iskolában. 2001 óta szerepel a színpadon, filmekben és televíziós sorozatokban.

### Film
| Év   | Magyar cím                            | Eredeti cím                         | Szerep                     | Magyar hang     |
| ---- | ------------------------------------- | ----------------------------------- | -------------------------- | --------------- |
| 2001 | A pokolból                            | From Hell                           | közrendőr                  |                 |
| 2002 |                                       | The Gentleman Thief                 | PC Merrifield              |                 |
| 2002 |                                       | Anazapta                            | ügyintéző                  |                 |
| 2002 | A függöny legördül                    | The Final Curtain                   | fiatal pap                 |                 |
| 2003 | Csak a zene                           | I'll Be There                       | barát                      |                 |
| 2003 | Az elveszett kard legendája           | Boudica                             | ismeretlen szerep          |                 |
| 2005 | Reggeli a Plútón                      | Breakfast on Pluto                  | srác a diszkóban           |                 |
| 2006 | Osztályon felül                       | The History Boys                    | Dakin                      | Crespo Rodrigo  |
| 2006 | A nagy kvízválasztó                   | Starter for 10                      | Spencer                    | Hujber Ferenc   |
| 2008 | Menekülők                             | The Escapist                        | Lacey                      | Pálmai Szabolcs |
| 2008 | Mamma Mia!                            | Mamma Mia!                          | Sky Rymand                 | Moser Károly    |
| 2008 | A hercegnő                            | The Duchess                         | Charles Grey               | Dányi Krisztián |
| 2009 | Egy lányról                           | An Education                        | Danny                      | Tokaji Csaba    |
| 2009 |                                       | Brief Interviews with Hideous Men   | Daniel / 46. alany         |                 |
| 2009 |                                       | Freefall                            | Dave Matthews              |                 |
| 2010 | Tamara Drewe                          | Tamara Drewe                        | Ben őrmester               | Hamvas Dániel   |
| 2011 | Sammy nagy kalandja – A titkos átjáró | A Turtle's Tale: Sammy's Adventures | Sammy (hangja)             |                 |
| 2011 | Amerika Kapitány: Az első bosszúálló  | Captain America: The First Avenger  | Howard Stark               | Simon Kornél    |
| 2011 | Az ördög dublőre                      | The Devil's Double                  | Latif Yahia / Uday Hussein | Horváth Illés   |
| 2011 | Egy hét Marilynnel                    | My Week with Marilyn                | Milton H. Greene]          | Dányi Krisztián |
| 2011 |                                       | Hello Carter (rövidfilm)            | Carter                     |                 |
| 2012 | Abraham Lincoln, a vámpírvadász       | Abraham Lincoln: Vampire Hunter     | Henry Sturges              | Szatory Dávid   |
| 2013 | Bosszútól fűtve                       | Dead Man Down                       | Darcy                      | Moser Károly    |
| 2013 | Marvel-kisfilm: Carter ügynök         | Agent Carter (rövidfilm)            | Howard Stark               |                 |
| 2013 | Nyár februárban                       | Summer in February                  | AJ Munnings                | Dányi Krisztián |
| 2014 | A félelem játéka                      | Reasonable Doubt                    | Mitch Brockden             | Dányi Krisztián |
| 2014 | Need for Speed                        | Need for Speed                      | Dino Brewster              | Dányi Krisztián |
| 2014 | Az ismeretlen Drakula                 | Dracula Untold                      | Mehmed II                  | Dányi Krisztián |
| 2015 | Máris hiányzol                        | Miss You Already                    | Kit                        | Makranczi Zalán |
| 2015 | A kertbérlő                           | The Lady in the Van                 | színházi színész           |                 |
| 2016 | Warcraft: A kezdetek                  | Warcraft                            | Llane Wrynn király         | Dányi Krisztián |
| 2017 | Stratton                              | Stratton                            | John Stratton              | Schmied Zoltán  |
| 2017 |                                       | The Escape                          | Mark                       |                 |
| 2018 | Mamma Mia! Sose hagyjuk abba          | Mamma Mia! Here We Go Again         | Sky Rymand                 | Moser Károly    |
| 2022 | A hercegnő                            | The Princess                        | Julius                     | Hevér Gábor     |

### Televízió
| Év         | Magyar cím                   | Eredeti cím                        | Szerep                | Megjegyzések                                                                              |
| ---------- | ---------------------------- | ---------------------------------- | --------------------- | ----------------------------------------------------------------------------------------- |
| 2001       | H. G. Wells történetei       | The Infinite Worlds of H. G. Wells | Sidney Davidson       | 1 epizód                                                                                  |
| 2001       | Az elit alakulat             | Band of Brothers                   | Allington             | 1 epizód                                                                                  |
| 2003       | Gyöngyöző cián               | Sparkling Cyanide                  | Andy Hoffman          | tévéfilm                                                                                  |
| 2004       | Két lábbal a földön          | Down To Earth                      | Danny Wood            | 1 epizód                                                                                  |
| 2008       | Értelem és érzelem           | Sense and Sensibility              | John Willoughby       | 3 epizód                                                                                  |
| 2008       | Isten a vádlottak padján     | God on Trial                       | Moche                 | tévéfilm                                                                                  |
| 2014       | Fleming – Rázva, nem keverve | Fleming: The Man Who Would Be Bond | Ian Fleming           | minisorozat (4 epizód)                                                                    |
| 2015–16    | Carter ügynök                | Agent Carter                       | Howard Stark          | - 5 epizód - magyar hangja: - Simon Kornél                                                |
| 2016–19    | Preacher                     | Preacher                           | Jesse Custer          | - főszereplő (43 epizód) - vezető producer (3–4. évad) - magyar hangja: - Dányi Krisztián |
| 2018       | A Nagy Túra                  | The Grand Tour                     | önmaga (vendég)       | 1 epizód                                                                                  |
| 2020       |                              | Spy City                           | Fielding Scott        | - minisorozat - főszereplő (6 epizód)                                                     |
| 2021, 2024 | Mi lenne, ha…?               | What If...?                        | Howard Stark (hangja) | - 2 epizód - magyar hangja: - Welker Gábor                                                |
| 2022       |                              | That Dirty Black Bag               | Arthur McCoy          | főszereplő (8 epizód)                                                                     |
| 2023       |                              | The Gold                           | Edwyn Cooper          | főszereplő (6 epizód)                                                                     |
| 2024       |                              | My Lady Jane                       | Lord Seymour          | főszereplő (8 epizód)                                                                     |
| 2024       |                              | Suspect                            | Jon                   | főszereplő (8 epizód)                                                                     |